# Doliopteryx tigrina
Doliopteryx tigrina är en tvåvingeart som beskrevs av Neal L. Evenhuis 2000. Doliopteryx tigrina ingår i släktet Doliopteryx och familjen svävflugor. Inga underarter finns listade i Catalogue of Life.